# نهر بولر
نهر بولر هو نهر يقع في الجزيرة الجنوبية لنيوزيلندا. واحد من أطول الأنهار في البلاد، يتدفق لمسافة 170 كيلومترًا (110 ميل) من بحيرة روتويتي عبر مضيق بولر وإلى بحر تسمان بالقرب من بلدة ويستبورت. بما أن روتويتي نفسها تتغذى من نهرترافرز، يمكن القول بأن مصدر بولر يقع في منابع نهر ترافرز، على المنحدرات الشمالية لجبل ترافرز
في سلسلة سانت أرنود. تفصل سلسلة باباروا نهر بولر عن نهر غراي. عُثر على عدد من النباتات والحيوانات في مستجمع مياه بولر، يمتد العديد منها على منحدرات سلسلة باباروا.